# The Original Soul of Michael Jackson
The Original Soul of Michael Jackson è una compilation contenente canzoni dei primi anni settanta di Michael Jackson, pubblicata nel 1987.
Sebbene la copertina dell'album affermi che all'interno ci siano "brani mai pubblicati prima", l'unica vera canzone nuova è una cover del brano di Edwin Starr del 1970 intitolata Twenty-Five Miles, cantata dai Jackson 5 ma accreditata al solo Michael. La versione originale è stata poi inserita nella compilation Hello World: The Motown Solo Collection del 2009.
Alcune canzoni come Dancing Machine, Ain't No Sunshine e la già citata Twenty-Five Miles sono state rivisitate per l'occasione.

## Tracce
1. Twenty-Five Miles – 3:27 (Johnny Bristol, Harvey Fuqua, Edwin Starr)
2. Dancing Machine – 3:27 (Hal Davis, Don Fletcher, Dean Parks)
3. It's Too Late to Change the Time – 3:49 (Pam Sawyer, Leon Ware)
4. Melodie – 3:18 (Mel Larson, Jerry Marcellino, Deke Richards)
5. Ain't No Sunshine – 3:05 (Bill Withers)
6. Got to Be There – 3:22 (Elliot Willensky)
7. Doggin' Around – 2:19 (Jackie Wilson)
8. Rockin' Robin – 2:30 (Leon René)
9. If I Don't Love You This Way – 3:24 (Pam Sawyer, Leon Ware)
10. You've Got a Friend – 4:36 (Carole King)
11. Forever Came Today – 5:54 (Lamont Dozier, Brian Holland, Edward Holland Jr.)